# Alesja Turava
Alesja Turava (in bielorusso Алеся Турава?; 6 dicembre 1979) è un'ex mezzofondista e siepista bielorussa.

## Palmarès
| Anno | Manifestazione    | Sede       | Evento       | Risultato | Prestazione | Note |
| ---- | ----------------- | ---------- | ------------ | --------- | ----------- | ---- |
| 1998 | Mondiali juniores | Annecy     | 1500 m piani | Batteria  | 4'21"72     |      |
| 1999 | Europei under 23  | Göteborg   | 1500 m piani | 5ª        | 4'13"79     |      |
| 2001 | Mondiali indoor   | Lisbona    | 1500 m piani | 6ª        | 4'13"67     |      |
| 2001 | Europei under 23  | Amsterdam  | 1500 m piani | Oro       | 4'09"71     |      |
| 2001 | Mondiali          | Edmonton   | 1500 m piani | 7ª        | 4'07"25     |      |
| 2002 | Europei indoor    | Vienna     | 1500 m piani | Bronzo    | 4'07"69     |      |
| 2002 | Europei           | Monaco     | 1500 m piani | 7ª        | 4'06"64     |      |
| 2003 | Mondiali indoor   | Birmingham | 1500 m piani | 7ª        | 4'08"20     |      |
| 2004 | Mondiali indoor   | Budapest   | 1500 m piani | 7ª        | 4'09"81     |      |
| 2005 | Europei indoor    | Madrid     | 1500 m piani | 5ª        | 4'08"81     |      |
| 2006 | Europei           | Göteborg   | 3000 m siepi | Oro       | 9'26"05     |      |
| 2007 | Mondiali          | Osaka      | 3000 m siepi | Batteria  | dnf         |      |